# Zhob
Zhob é uma cidade do Paquistão, capital do distrito de Zhob, província de Baluchistão.
Zhob está localizado às margens do rio Zhob.